# Aurora Mira

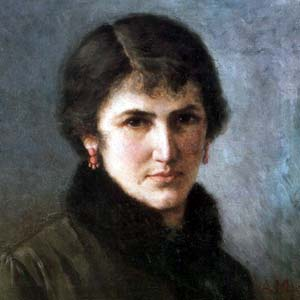
Aurora Mira,chân dung tự họa

Aurora Mira Mena (1863–1939) là một họa sĩ người Chile. Cùng với chị gái của bà là Magdalena, bà là một trong những nữ họa sĩ được công nhận sớm nhất không chỉ ở Chile mà còn ở toàn bộ châu Mỹ Latinh. Bà cũng là một trong những phụ nữ đầu tiên tốt nghiệp Trường Mỹ thuật Santiago.

## Tiểu sử
Sinh ra ở  Santiago năm 1863, Mira là con gái của họa sĩ Gregorio Mira Iñiguez và vợ ông là Mercedes Mena Alviz. Lớn lên trong một môi trường làm việc tốt, bà được đưa đến hội họa bởi chính cha của mình, người đã theo học họa sĩ người Pháp   Raymond Monvoisin, giám đốc đầu tiên của Học viện Mỹ thuật Chile. Bà tiếp tục theo học Giám đốc thứ ba của học viện là Juan Mochi vào một thời điểm mà được cho là khá bất thường nếu như phụ nữ thực hiện các nghiên cứu nghệ thuật chính thức.
Ngược lại với chị gái mình chuyên vẽ tranh chân dung, Aurora Mira tập trung vào tranh tĩnh vật, đặc biệt là hoa và trái cây. Xã hội Chile thậm chí còn kinh ngạc hơn khi hai chị em bắt đầu triển lãm tại salon của Bảo tàng Mỹ thuật năm 1884 dưới thời tổng thống José Manuel Balmaceda. Cạnh tranh với các nghệ sĩ có tên tuổi như Pedro Lira, Juan Francisco González và Alfredo Valenzuela Puelma, Magdalena được trao Huy chương vàng trong khi Aurora nhận Huy chương Bạc. Aurora Mira trưng bày các bức tranh của cô tại Salón Oficial từ năm 1884 đến năm 1897. Có thể bắt gặp các tác phẩm của bà trong các bộ sưu tập của Bảo tàng Nghệ thuật quốc gia Chile, Bảo tàng Artesanía de Linares và tại Pinacoteca Banco de Chile, Santiago.
Aurora Mira qua đời năm 1939 tại Santiago.